# Zvonețke, Solone
Zvonețke (în ucraineană Звонецьке) este un sat în comuna Mîkilske-na-Dnipri din raionul Solone, regiunea Dnipropetrovsk, Ucraina.

## Demografie
Componența lingvistică a localității Zvonețke
     Ucraineană (89,07%)
     Rusă (10,93%)
Conform recensământului din 2001, majoritatea populației localității Zvonețke era vorbitoare de ucraineană (89,07%), existând în minoritate și vorbitori de rusă (10,93%).